# توماس ويلش
توماس ويلش (بالإنجليزية: Thomas Welch)‏ هو لاعب كرة قدم أمريكية أمريكي، ولد في 19 يونيو 1987 في دلتونا في الولايات المتحدة.

## وصلات خارجية
- توماس ويلش على موقع مرجع كرة القدم المحترفة.كوم (الإنجليزية)